# Trichocyclus djauan
Trichocyclus djauan är en spindelart som beskrevs av Huber 200. Trichocyclus djauan ingår i släktet Trichocyclus och familjen dallerspindlar.
Artens utbredningsområde är Northern Territory, Australien. Inga underarter finns listade i Catalogue of Life.